# Карл Циглер
 Карл Валдемар Циглер (на немски: Karl Ziegler) е немски химик органик, носител на Нобелова награда за химия през 1963 година заедно с Джулио Ната заради работата си с висши полимери.

## Биография
Роден е на 26 ноември в малкото градче Хелса, близо до Касел, Германия. Следва в Марбургския университет. Работи върху полимеризацията на олефини (бутадиен, етилен, полиетилен), органометални съединения, анса съединения.
Умира на 12 август 1973 година в Мюлхайм ан дер Рур, Германия.

## За него
- Günther Wilke, Das Portrait: Karl Ziegler 70 Jahre. In: Chemie in unserer Zeit. 2, 1968, S. 194–200, DOI:10.1002/ciuz.19680020605.
- Kurt Unbehau, Die Ehrenbürger der Stadt Mülheim an der Ruhr. Mülheim an der Ruhr, 1974, S. 80–84.
- Heinz Martin, Polymere & Patente – Karl Ziegler, das Team, 1953–1998. Wiley-VCH, Weinheim 2001, ISBN 978-3-527-30498-1.
- Matthias W. Haenel, Historische Stätten der Chemie: Karl Ziegler. Max-Planck-Institut für Kohlenforschung, Mülheim 2009. PDF; 3,1 MB.
- Manfred Rasch, Karl Ziegler – Chemie-Nobelpreisträger, Institutsdirektor und Wissenschaftsmanager. In: Horst A. Wessel (Hrsg.): Mülheimer Unternehmer und Pioniere im 19. und 20. Jahrhundert. Klartext Verlag, Essen 2012, S. 328–337.